# 第八季超級籃球聯賽季後賽
SBL第八季季後賽，這一季的季後賽採七戰四勝制，率先拿到四勝的球隊，將挺進冠軍賽。第一輪賽事由璞園建築出戰達欣工程，另一場賽事由台灣啤酒出戰裕隆納智捷。最終台灣啤酒以直落四的成績擊敗衛冕軍裕隆纳智捷，達欣工程以4勝1敗的成績擊敗璞園建築，總冠軍賽將由第四季和第六季的冠軍組合由達欣工程挑戰台灣啤酒。

## 季後賽
| 3月23日 18:00 |

|  |

| 裕隆纳智捷 87–94 台灣啤酒             |
| 每節分數： 18–25、18–22、24–22、27–25 |

| 3月23日 20:00 |

|  |

| 達欣工程 80–73 璞園建築               |
| 每節分數： 19–17、19–14、15–24、27–18 |

| 3月25日 18:00 |

|  |

| 台灣啤酒 85–74 裕隆纳智捷             |
| 每節分數： 23–14、17–17、25–23、20–20 |

| 3月25日 20:00 |

|  |

| 璞園建築 53–66 達欣工程              |
| 每節分數： 7–16、15–22、16–13、15–15 |

| 3月26日 17:00 |

|  |

| 裕隆纳智捷 74–92 台灣啤酒             |
| 每節分數： 14–33、15–12、27–20、18–27 |

| 3月26日 19:00 |

|  |

| 達欣工程 76–67 璞園建築               |
| 每節分數： 10–21、29–18、21–14、16–14 |

| 3月27日 17:00 |

|  |

| 台灣啤酒 76–75 裕隆纳智捷             |
| 每節分數： 22–15、15–25、16–23、23–12 |

| 3月27日 19:00 |

|  |

| 璞園建築 84–79 達欣工程（OT）                  |
| 每節分數： 20–20、17–17、21–13、14–22、： 12–7 |

| 4月1日 19:00 |

|  |

| 達欣工程 83–76 璞園建築               |
| 每節分數： 25–17、20–23、18–19、20–17 |